# چرنسگوفسکی (باشقیرستان)
چرنسگوفسکی (انگلیسی: Chernigovsky, Republic of Bashkortostan) یک شهرک در شهرستان کوگارچینسکی جمهوری باشقیرستان در کشور روسیه است.